# Đường mòn của những người khổng lồ thì thầm
Đường mòn của những người khổng lồ thì thầm (The Trail of the Whispering Giants) là một bộ sưu tập các tác phẩm điêu khắc của nghệ sĩ người Mỹ gốc Hungary, ông Peter Wolf Toth. Các tác phẩm điêu khắc có chiều cao từ 6,1m đến 12,2m; đường kính từ 2,4m đến 3m.
Năm 2009, có đến 74 Người khổng lồ thì thầm. Mỗi bang của Hoa Kỳ có ít nhất một tượng điêu khắc. Ngoài ra, các tác phẩm còn được đặt ở Ontario, Manitoba, Canada, và Hungary. Một tác phẩm ở Oregon đã bị phá hủy do cơn bão gió năm 2017 và không thể hồi phục được làm tổng số tác phẩm chỉ còn 73.
Năm 1988, sau khi hoàn thành bức tượng khắc ở Hawaii, Toth đã hoàn thành mục tiêu đặt ít nhất một bức tượng ở mỗi bang của Hoa Kỳ.
Năm 2008, anh khắc bức tượng Người khổng lồ thì thầm đầu tiên ở châu Âu với hình mẫu là vua István I của Hungary tại Délegyháza, Hungary
Trong năm 2009, người nghệ sĩ dự định sẽ hoàn thiện thêm tám tác phẩm Người khổng lồ thì thầm nữa.

## Các tác phẩm điêu khắc
Đường mòn của Những người khổng lồ thì thầm là một dự án vẫn tiếp tục duy trì đến tận ngày nay.
74 Người khổng lồ thì thầm có chiều cao từ 4,6 đến 12,2 mét. Các bức tượng đều mang nhiều đặc điểm đặc trưng giống người bản xứ. Người nghệ sĩ luôn trao tặng bức điêu khắc Người khổng lồ thì thầm cho thị trấn mà không yêu cầu trả phí. Tất cả những gì anh yêu cầu là chỗ ở, chi phí sinh hoạt và nguyên liệu thô để chạm khắc, thường là một khúc gỗ lớn có đường kính từ 2,4 đến 3,0 mét. Các tác phẩm này được các chuyên gia thẩm định lên đến 250,000 đô la mỗi tác phẩm.
Toth sử dụng búa và đục làm công cụ cơ bản để tạo ra Người khổng lồ thì thầm, thỉnh thoảng có sử dụng thêm vồ và rìu, hiếm khi người nghệ sĩ sử dụng công cụ điện. Trước khi bắt tay vào bất kỳ tác phẩm nào, Toth đều dành thời gian trao đổi với các bộ lạc thổ dân da đỏ và các nhà lập pháp địa phương. Mỗi tác phẩm được tạo nên đều là tổng hòa các đặc điểm cơ thể, đặc biệt là các đặc điểm trên khuôn mặt, của các bộ lạc địa phương, cũng như truyền thống và lịch sử của họ.
Hiện Peter Toth đang cư trú tại Edgewater, Florida. Tại đây, anh có một xưởng điêu khắc nhỏ. Anh chạm khắc những bức tượng gỗ nhỏ để quyên góp tiền nhằm tạo ra nhiều Người khổng lồ thì thầm hơn. Anh cũng đi vòng quanh nước Mỹ để sửa chữa những Người khổng lồ thì thầm mà anh đã chạm khắc trong quá khứ và chạm khắc những bức tượng gỗ mới. Bức tượng Người khổng lồ thì thầm gần đây nhất được chạm khắc là ở Vincennes, Indiana, vào năm 2009 từ gỗ sồi đen (Quercus velutina), nhưng vẫn còn đến tám bức tượng nữa đã được lên kế hoạch chạm khắc.